# 东爪草
东爪草（学名：Tillaea aquatica）为景天科东爪草属下的一个种。

## 扩展阅读
- 維基物種上的相關：东爪草